# Apodynerus gregarioides
Apodynerus gregarioides är en stekelart som först beskrevs av Giordani Soika 1986.  Apodynerus gregarioides ingår i släktet Apodynerus och familjen Eumenidae. Inga underarter finns listade i Catalogue of Life.